# Seann William Scott
Seann William Scott (Cottage Grove, Minnesota, 1976. október 3. –) amerikai színész, humorista és producer.
Legismertebb szerepe Steve Stifler volt az Amerikai Pite filmsorozatban, 1999 és 2012 között. Emellett olyan filmekben szerepelt, mint a Végső állomás (2000), a Cool túra (2000), a Hé, haver, hol a kocsim? (2000), az Evolúció (2001), Az Amazonas kincse (2003), a Hazárd megye lordjai (2005), a Példátlan példaképek (2008), a Két kopper (2010) és a Baromi őrjárat 2. (2018).
A Jégkorszak filmsorozatban (2006–2016) szinkronszínészként négy mozifilmben és két televíziós filmben Ropsz hangját kölcsönözte.
Leggyakoribb magyar hangja Gáspár András.

## Fiatalkora és tanulmánya
Seann William Scott a minnesotai Cottage Groveban született. Édesanyja Patricia Ann Scott (leánykori nevén Simons) háztartásbeli, édesapja William Frank Scott gyári munkás. Scott apja 2007-ben halt meg. Hét testvére közül ő a legfiatalabb. A Park Középiskolában végzett, ahol az egyetemi futball- és kosárlabda csapatok tagja is volt. Részt vett a Wisconsin–Madison Egyetemen és a Glendale Közösségi Főiskolán. Scott a színészetnek szentelte magát, ezért Los Angelesbe költözött.

## Pályafutása
A színészi karrierje előtt dolgozott állatkertben, edzőteremben, raktárban és végül egy moziban. Eleinte reklámfilmekben szerepelt, majd feltűnt a  Unhappily Ever After című szituációs komédia egy epizódjában. 1999-ben bekerült Paul Weitz rendező kiszemeltjei közé az Amerikai pite stábjába. Az ártatlanságuk elvesztésén munkálkodó fiatalok mellett Scott a bulihuligánt, az állandóan szexelni akaró Stiflert alakította, a tinivígjáték nagy sikert aratott.

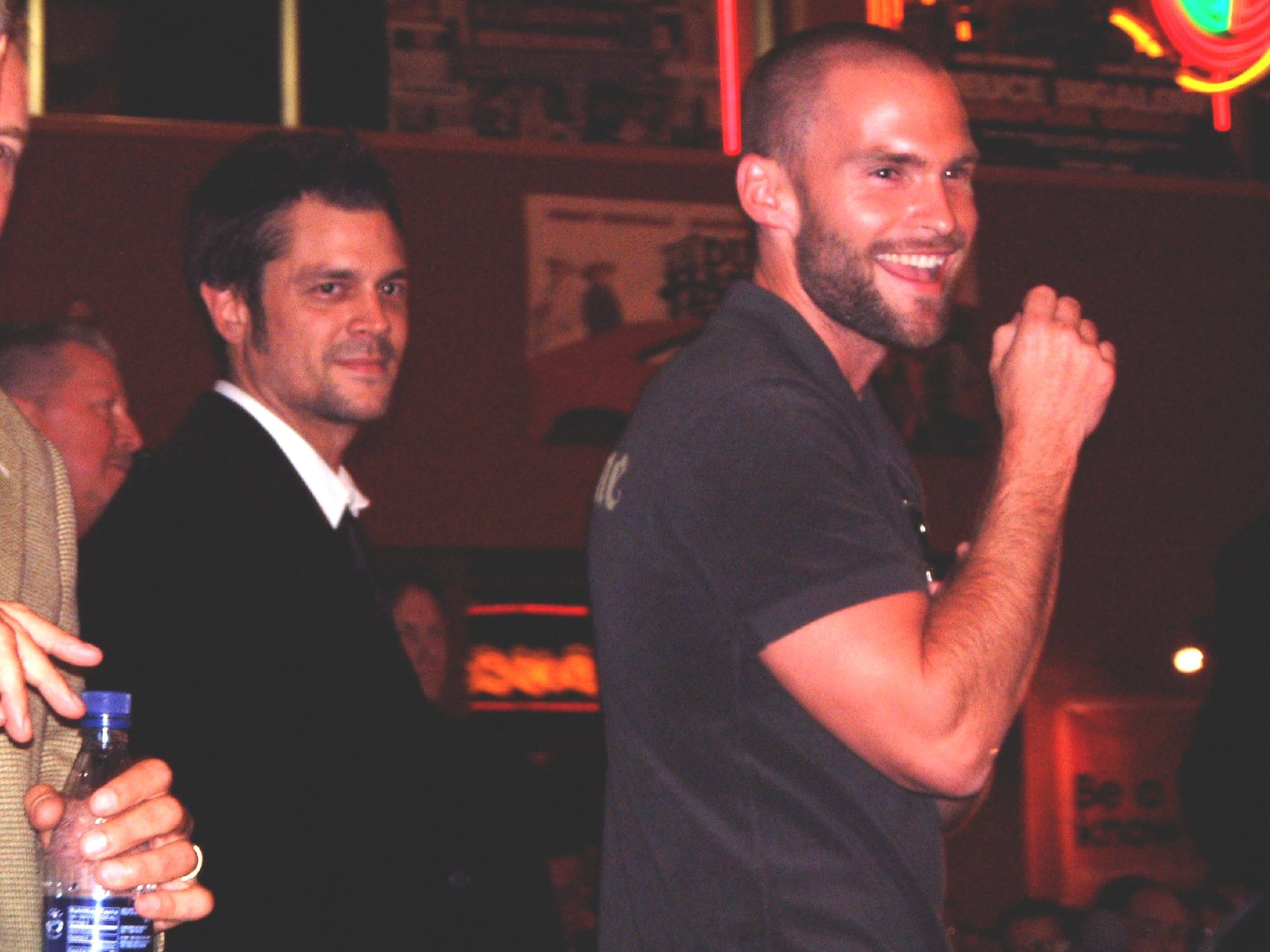
Scott és Johnny Knoxville a Hazárd megye lordjai 2005-ös premierén

Todd Phillips rendező egy road movie-ban ajánlott szerepet Scottnak. A Cool túra című vígjátékban Seann a három egyetemista cimbora egyikét, E.L.-t alakítja. Barátaival a New York melletti Ithaca városából egészen a texasi Austinig utaznak, hogy visszaszerezzenek egy videókazettát, amely egyikük félrelépését örökíti meg. Az ifjú színész következő mellékszerepe James Wong Végső állomás (2000) című horrorfilmjében volt, Kerr Smith és Devon Sawa oldalán. Szintén 2000-be Scott és Ashton Kutcher a Hé, haver, hol a kocsim? című vígjátékban főszerepet kapott. 2001-ben az Amerikai pite második része következett. Ugyanebben az évben Kevin Smith Jay és Néma Bob visszavág című filmjében egy kisebb jelenete volt.
Ivan Reitman Evolúció (2001) című vígjátékában David Duchovny és Julianne Moore mellett Seann is szerepet vállalt. David Schneider rendező a színészre osztotta a Kasszafúrás techno zenére (2002) című mozija főszerepét. Az Amazonas kincse (2003) című akcióvígjátékban az általa megformált Travis régész és kalandor szeretne lenni, ezért az indiánok rég elveszett kincsét, az El Gatót keresi a dzsungelben.  Scott színésztársa Dwayne Douglas Johnson volt. Az Amerikai pite: Az esküvő (2003) című, harmadik Amerikai Pite-filmben ismét Stifler alakját öltötte magára, szintén 2003-ban Chow Yun-fat oldalán kapott főszerepet a Golyóálló szerzetes című vígjátékban.

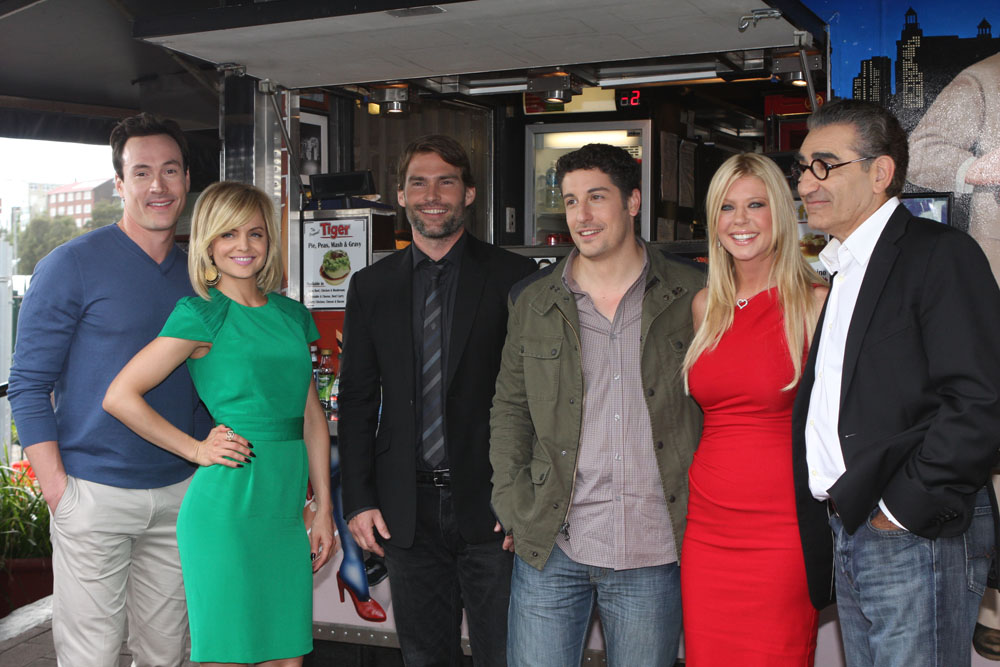
Az Amerikai pite: A találkozó főszereplői

Jay Chandrasekhar a Hazárd megye lordjai című, 1979 és 1985 között hat évadot megért sikeres tévésorozat filmváltozatára készült, és a főszereplő Bo Duke szerepére kérte fel Scottot. Az azonos címen bemutatott film bevételi szempontból jól teljesített, de a kritika fanyalogva fogadta. 2006-ban újra Dwayne Johnsonnal játszott együtt A káosz birodalma című filmben, amely egy zenés vígjáték. 2007-ben jelent meg a Csöbörből vödörbe című dráma, amelyben Scott egy hajléktalan életét meséli el. Craig Gillespie rendezővel forgatott, az Anyámon a tanárom című vígjátéka is 2007-ben került mozikba, Scott partnere Billy Bob Thornton és Susan Sarandon volt. A történet főszereplője egy fiatalember, aki visszatér a szülővárosába, hogy megakadályozza anyja házasságát régi általános iskolai tornatanárával, aki pokollá tette az ő és osztálytársai életét. 2008-ban Paul Rudd-dal játszott együtt a Példátlan példaképekben, valamint Scott Az előléptetés című filmben is feltűnt. 2009-ben az Ütős csapat főszereplője és filmproducere volt. 2012-ben visszatér Steve Stifler szerepébe az Amerikai pite: A találkozó című vígjátékba, ami a sorozat negyedik része.

## Magánélete
Interjúkban Scott ritkán beszél magánéletéről. A sajtótájékoztatók arról számoltak be, hogy Scott 2005 és 2008 között randevúzott a Victoria's Secret volt divatmodelljével, Deanna Millerrel. 2012 márciusában Scott megerősítette, hogy a Valentin napra tett ígéretét megvalósítja, és eljegyzi Lindsay Frimodt divatmodellt. 2013 januárjában az Us Weekly arról számolt be, hogy ez az eljegyzés véget ért, és hogy külön váltak, de barátok maradtak. 2019 szeptemberében házasságot kötött Olivia Korenberggel. Scottnak van egy Dude („Haver”) nevű kutyája.

## Filmográfia

### Film
‡ – Vezető producer
| Év   | Magyar cím                         | Eredeti cím                      | Szerep                                   | Magyar hang       | Rendező               |
| ---- | ---------------------------------- | -------------------------------- | ---------------------------------------- | ----------------- | --------------------- |
| 1999 | Amerikai pite                      | American Pie                     | Steve Stifler                            | Gáspár András     | Paul Weitz            |
| 2000 | Végső állomás                      | Final Destination                | Billy Hitchcock                          | Minárovits Péter  | James Wong            |
| 2000 | Cool túra                          | Road Trip                        | E. L.                                    | Holl Nándor       | Todd Phillips (1)     |
| 2000 | Hé, haver, hol a kocsim?           | Dude, Where's My Car?            | Chester Greenburg                        | Minárovits Péter  | Danny Leiner (1)      |
| 2001 | Evolúció                           | Evolution                        | Wayne Grey                               | Holl Nándor       | Ivan Reitman          |
| 2001 | Amerikai pite 2.                   | American Pie 2                   | Steve Stifler                            | Gáspár András     | J. B. Rogers          |
| 2001 | Jay és Néma Bob visszavág          | Jay and Silent Bob Strike Back   | Brent                                    | Karácsonyi Zoltán | Kevin Smith (1)       |
| 2002 | Kasszafúrás techno zenére          | Stark Raving Mad                 | Ben McGewen                              | Gáspár András     | Drew Daywalt          |
| 2002 | Kasszafúrás techno zenére          | Stark Raving Mad                 | Ben McGewen                              | Gáspár András     | David Schneider       |
| 2003 | Sulihuligánok                      | Old School                       | Peppers                                  | Szatmári Attila   | Todd Phillips (2)     |
| 2003 | Golyóálló szerzetes                | Bulletproof Monk                 | Kar                                      | Viczián Ottó      | Paul Hunter           |
| 2003 | Amerikai pite: Az esküvő           | American Wedding                 | Steve Stifler                            | Gáspár András     | Jesse Dylan           |
| 2003 | Az Amazonas kincse                 | The Rundown                      | Travis Alfred Walker                     | Gáspár András     | Peter Berg            |
| 2005 | Hazárd megye lordjai               | The Dukes of Hazzard             | Bo Duke                                  | Gáspár András     | Jay Chandrasekhar (1) |
| 2006 | Jégkorszak 2. – Az olvadás         | Ice Age 2 - The Meltdown         | Ropsz (Crash) (hangja)                   | Gáspár András     | Carlos Saldanha (1)   |
| 2006 | A káosz birodalma                  | Southland Tales                  | Roland Taverner                          | Tóth Roland       | Richard Kelly         |
| 2007 | Csöbörből vödörbe                  | Trainwreck: My Life as an Idiot  | Jeff Nichols                             | Csőre Gábor       | Tod Harrison Williams |
| 2007 | Anyámon a tanárom                  | Mr. Woodcock                     | John Farley                              | Gáspár András     | Craig Gillespie       |
| 2008 | Az előléptetés                     | The Promotion                    | Doug Stauber                             | Gáspár András     | Steve Conrad          |
| 2008 | Példátlan példaképek               | Role Models                      | Anson Wheeler                            | Gáspár András     | David Wain            |
| 2009 | Jégkorszak 3. – A dínók hajnala    | Ice Age: Dawn of the Dinosaurs   | Ropsz (Crash) (hangja)                   | Gáspár András     | Carlos Saldanha (2)   |
| 2009 | Ütős csapat                        | Balls Out: Gary the Tennis Coach | Gary Houseman                            | Varga Gábor       | Danny Leiner (2)      |
| 2009 | 51-es bolygó                       | Planet 51                        | Skiff (hangja)                           | Görög László      | Jorge Blanco          |
| 2010 | Két kopper                         | Cop Out                          | Dave                                     | Gáspár András     | Kevin Smith (2)       |
| 2010 | Jackass 3D                         | Jackass 3D                       | önmaga (cameo)                           | Gáspár András     | Jeff Tremaine         |
| 2011 | Hoki-koki                          | Goon                             | Doug Glatt                               | Varga Gábor       | Michael Dowse         |
| 2011 | Végső állomás 5.                   | Final Destination 5              | Billy Hitchcock (archív felvétel)        | Minárovits Péter  | Steven Quale          |
| 2012 | Jégkorszak 4. – Vándorló kontinens | Ice Age: Continental Drift       | Ropsz (Crash) (hangja)                   | Gáspár András     | Steve Martino         |
| 2012 | Jégkorszak 4. – Vándorló kontinens | Ice Age: Continental Drift       | Ropsz (Crash) (hangja)                   | Gáspár András     | Michael Thurmeier (1) |
| 2012 | Amerikai pite: A találkozó ‡       | American Pie: Reunion            | Steve Stifler                            | Gáspár András     | Jon Hurwitz           |
| 2012 | Amerikai pite: A találkozó ‡       | American Pie: Reunion            | Steve Stifler                            | Gáspár András     | Hayden Schlossberg    |
| 2013 | Movie 43: Botrányfilm              | Movie 43                         | Brian ("Boldog születésnapot!" szegmens) | Gáspár András     | Brett Ratner          |
| 2014 |                                    | Just Before I Go                 | Ted Morgan                               |                   | Courteney Cox         |
| 2016 | Jégkorszak – A nagy bumm           | Ice Age: Collision Course        | Ropsz (Crash) (hangja)                   | Gáspár András     | Michael Thurmeier (2) |
| 2017 |                                    | Goon: Last of the Enforcers ‡    | Doug Glatt                               |                   | Jay Baruchel          |
| 2018 | Baromi őrjárat 2.                  | Super Troopers 2                 | Callaghan járőr (cameo)                  | Gáspár András     | Jay Chandrasekhar (2) |
| 2018 |                                    | Bloodline                        | Evan Cole                                |                   | Henry Jacobson        |
| 2019 | Leégett hidak                      | Already Gone                     | Martin                                   | Gáspár András     | Christopher Kenneally |
| 2023 | Becky bosszúja ‡                   | The Wrath of Becky               | Darryl Jr.                               | Fekete Ernő       | Matt Angel            |
| 2023 | Becky bosszúja ‡                   | The Wrath of Becky               | Darryl Jr.                               | Fekete Ernő       | Suzanne Coote         |
| 2024 | Jackpot!                           | Jackpot                          | kemény fickó                             | Gáspár András     | Paul Feig             |

### Televízió
| Év        | Magyar cím                         | Eredeti cím                       | Szerep                                                        | Megjegyzések                                              |
| --------- | ---------------------------------- | --------------------------------- | ------------------------------------------------------------- | --------------------------------------------------------- |
| 1996      |                                    | Unhappily Ever After              | Moondoggie                                                    | 1 epizód                                                  |
| 1998      |                                    | Something So Right                | Preston                                                       | 1 epizód                                                  |
| 1998      |                                    | Chad's World                      | Jim                                                           | 1 epizód                                                  |
| 2001      | Saturday Night Live                | Saturday Night Live               | önmaga / házigazda / Jeffrey hivatalnoka / James Van Der Beek | 1 epizód                                                  |
| 2003      | 2003-as MTV Movie Awards           | 2003 MTV Movie Awards             | önmaga (házigazda)                                            | különkiadás                                               |
| 2011      | Jégkorszak – Állati nagy karácsony | Ice Age: A Mammoth Christmas      | Ropsz (hangja)                                                | - különkiadás - magyar hangja: - Gáspár András            |
| 2013      | Felhőtlen Philadelphia             | It's Always Sunny in Philadelphia | Country Mac                                                   | 1 epizód                                                  |
| 2013      |                                    | Timms Valley                      | Kev marsall                                                   | próbaepizód                                               |
| 2016      | Jégkorszak – Húsvéti küldetés      | Ice Age: The Great Egg-Scapade    | Ropsz (hangja)                                                | - különkiadás - magyar hangja: - Gáspár András            |
| 2018–2019 | Halálos fegyver                    | Lethal Weapon                     | Wesley Cole                                                   | - főszereplő (15 epizód) - magyar hangja: - Gáspár András |
| 2022–2023 |                                    | Welcome to Flatch                 | Joseph 'Father Joe' Binghoffer                                | főszereplő (27 epizód)                                    |
| 2025–     | Család-restaurátorok               | Shifting Gears                    | Gabriel                                                       | főszereplő (10 epizód)                                    |
| 2025–     | Az erényes Gemstone-ék             | The Righteous Gemstones           | Corey Milsap                                                  | Mellékszereplő (5 epizód)                                 |

### Videóklipek
| Év   | Előadó    | Cím               | Szerep |
| ---- | --------- | ----------------- | ------ |
| 1997 | Aerosmith | "Hole in My Soul" | hátvéd |

### Videójátékok
| Év   | Cím | Szinkronszerep |
| ---- | --- | -------------- |
| 2000 | Nox | Jack Mower     |

## Díjak és jelölések
| Év   | Díj                    | Kategória                | Jelölt mű                       | Eredmény |
| ---- | ---------------------- | ------------------------ | ------------------------------- | -------- |
| 2000 | Young Hollywood Awards | Legjobb szereplőgárda    | Amerikai pite (1999)            | Elnyerte |
| 2000 | Teen Choice Awards     | Legjobb negatív szereplő | Amerikai pite (1999)            | Jelölve  |
| 2001 | Teen Choice Awards     | Legjobb filmes kémia     | Hé haver, hol a kocsim? (2000)  | Jelölve  |
| 2001 | Teen Choice Awards     | Legjobb filmes hiszti    | Hé haver, hol a kocsim? (2000)  | Jelölve  |
| 2002 | Teen Choice Awards     | Legjobb negatív szereplő | Amerikai pite 2. (2001)         | Elnyerte |
| 2002 | MTV Movie Awards       | Legjobb csók             | Amerikai pite 2. (2001)         | Elnyerte |
| 2002 | MTV Movie Awards       | Legjobb komikus színész  | Amerikai pite 2. (2001)         | Jelölve  |
| 2004 | Teen Choice Awards     | Legjobb negatív szereplő | Amerikai pite: Az esküvő (2003) | Elnyerte |
| 2004 | Teen Choice Awards     | Legjobb komikus színész  | Amerikai pite: Az esküvő (2003) | Jelölve  |
| 2004 | Teen Choice Awards     | Legjobb elpirulás        | Amerikai pite: Az esküvő (2003) | Jelölve  |
| 2004 | MTV Movie Awards       | Legjobb táncos pillanat  | Amerikai pite: Az esküvő (2003) | Elnyerte |
| 2006 | MTV Movie Awards       | Legjobb csapat           | Hazárd megye lordjai (2005)     | Jelölve  |
| 2014 | Arany Málna díj        | Legrosszabb filmes páros | Movie 43: Botrányfilm (2013)    | Jelölve  |

## Fordítás
- Ez a szócikk részben vagy egészben  a   Seann William Scott című angol Wikipédia-szócikk fordításán alapul.  Az eredeti cikk szerkesztőit annak laptörténete sorolja fel. Ez a jelzés csupán a megfogalmazás eredetét és a szerzői jogokat jelzi, nem szolgál a cikkben szereplő információk forrásmegjelöléseként.